# Amerikaanse knoflookpadden
Amerikaanse knoflookpadden (Scaphiopus) zijn een geslacht van kikkers uit de familie Scaphiopodidae. De groep werd voor het eerst wetenschappelijk beschreven door John Edwards Holbrook in 1836.
Er zijn drie verschillende soorten die voorkomen in Noord-Amerika. Alle soorten zijn aangepast op relatief droge omgevingen. Amerikaanse knoflookpadden werden vroeger vertegenwoordigd door meer soorten maar veel soorten zijn afgesplitst naar het geslacht Spea.

## Soorten
Geslacht Scaphiopus
- Soort Scaphiopus couchii – Zuidelijke woelpad
- Soort Scaphiopus holbrookii
- Soort Scaphiopus hurterii – Hurter's woelpad

Scaphiopus · Spea